# 常呂神社
常呂神社（ところじんじゃ）は、北海道北見市常呂町にある神社である。社格は旧村社。

## 祭神
- 塩土翁神
- 建速須佐之男大神
- 大綿積大神
- 天照皇大神

## 由緒
創建は1893年（明治26年）、地元の有志により神社発起が行われ、同年8月に当時の常呂郡常呂村の街区に小さな小祠を建立し、八大竜王を祭神となし、社号を「船玉神社」としたのが始まりとされる。
1918年（大正7年）に社殿を造営。
1932年（昭和7年）10月27日に村社に列せられる。
毎年9月12日は本神社の例大祭の日であり、神輿渡御の神事などが執り行われる。

## その他
常呂地域は、日本における冬季スポーツのカーリング発祥の地として全国的に知られ、本神社では「カーリングハウスを描いた御朱印」及び「カーリングストーンを模したストラップ付きおみくじ」を頒布している。なお参拝客の8割以上がカーリング御朱印を希望するという。

## 現地情報
所在地
- 北海道北見市常呂町字常呂63番地

交通アクセス
- 常呂町栄浦地区から市内バス乗車常呂バスターミナル下車徒歩15分